# Calliopsis anthidia
Calliopsis anthidia är en biart som beskrevs av Fowler 1899. Calliopsis anthidia ingår i släktet Calliopsis och familjen grävbin. Inga underarter finns listade.